# Cuélebre
El cuélebre és una criatura llegendària pertanyent a la mitologia asturiana, lleonesa i càntabra i descrita com un ésser amb forma de serp alada, similar a un drac xinès. A Cantàbria se'l coneix com a culebre. A Lleó és també conegut com culuebro, culebrón o sierpe.

## Descripció
La tradició el descriu amb els ulls incandescents, amb tot el cos recobert d'escates i de la seva esquena creixen unes ales de ratpenat. S'explica que una de les seves principals funcions és la de vigilar tresors. En la mitologia asturiana són freqüents les referències a aquests tresors ocults (ayalgues en asturià), que generalment consisteixen en peces d'or de gran valor. Per a la seva cerca (la gueta l'ayalga) hi ha unes guies anomenades lliendes (lendas en gallec) que descriuen els llocs on es creu que es troben.

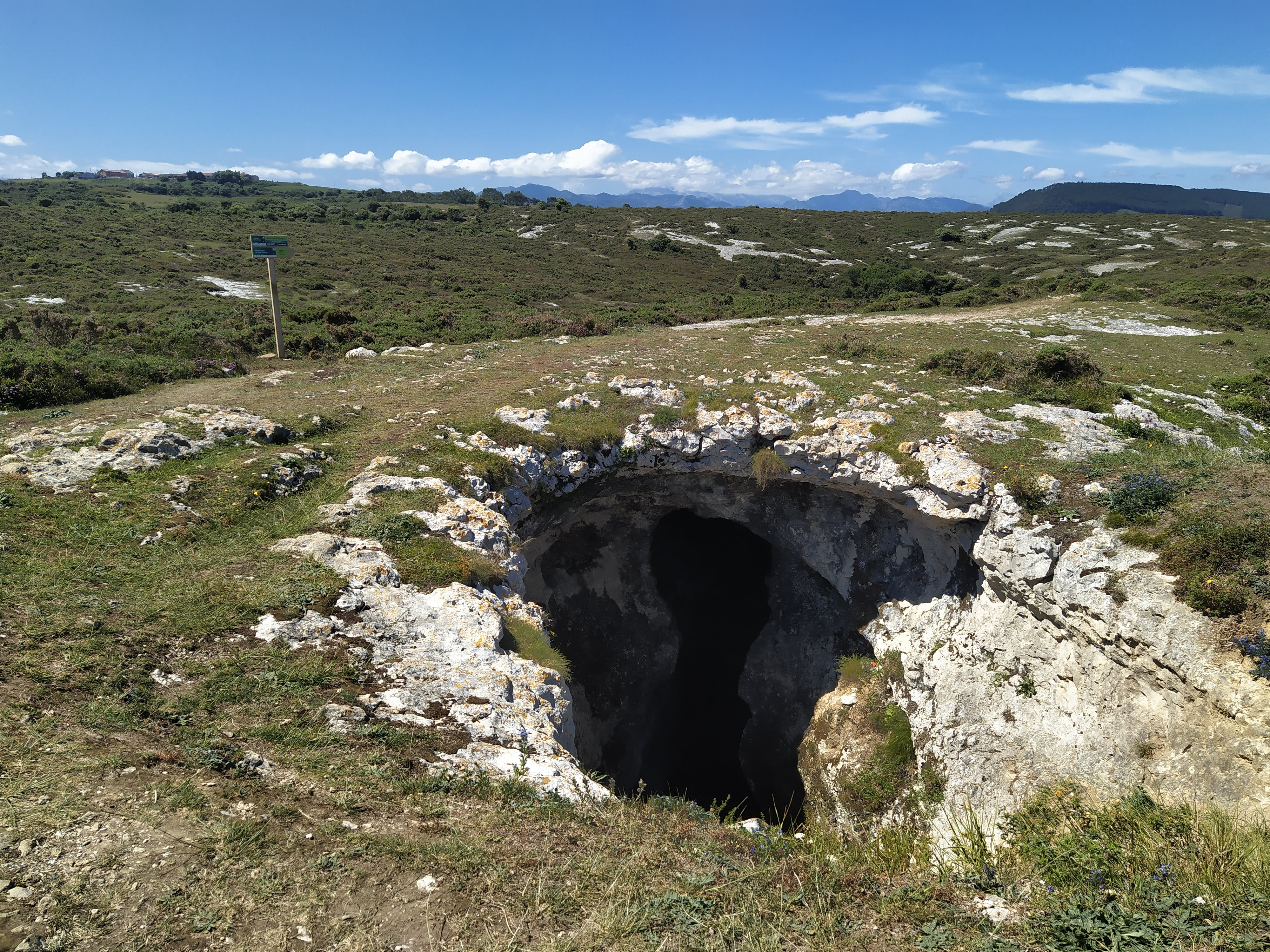
Cova del Culebre a San Vicente de la Barquera

El cuélebre sol ser molest per a les persones que viuen a prop del seu amagatall, que pot ser un bosc, una cova o una font, ja que emet xiulets terribles i té com a costum alimentar-se d'éssers humans i bestiar, tant vius com morts. Per evitar que això succeeixi se li sol lliurar aliments. El punt feble del cuélebre és la zona ventral del coll, ja que la resta del cos està cobert per unes dures escates que el fan pràcticament invulnerable. En fer-se vells es creu que se'n van al fons del mar a cuidar els tresors i descansar.